# Megalophasma asperatum
Megalophasma asperatum is een wandelende tak uit de familie Lonchodidae. De wetenschappelijke naam van deze soort werd voor het eerst voorgesteld als Lonchodes asperatus door Henry Walter Bates in een publicatie uit 1865.
De soort komt voor in India (West-Bengalen).